# 复折房顶

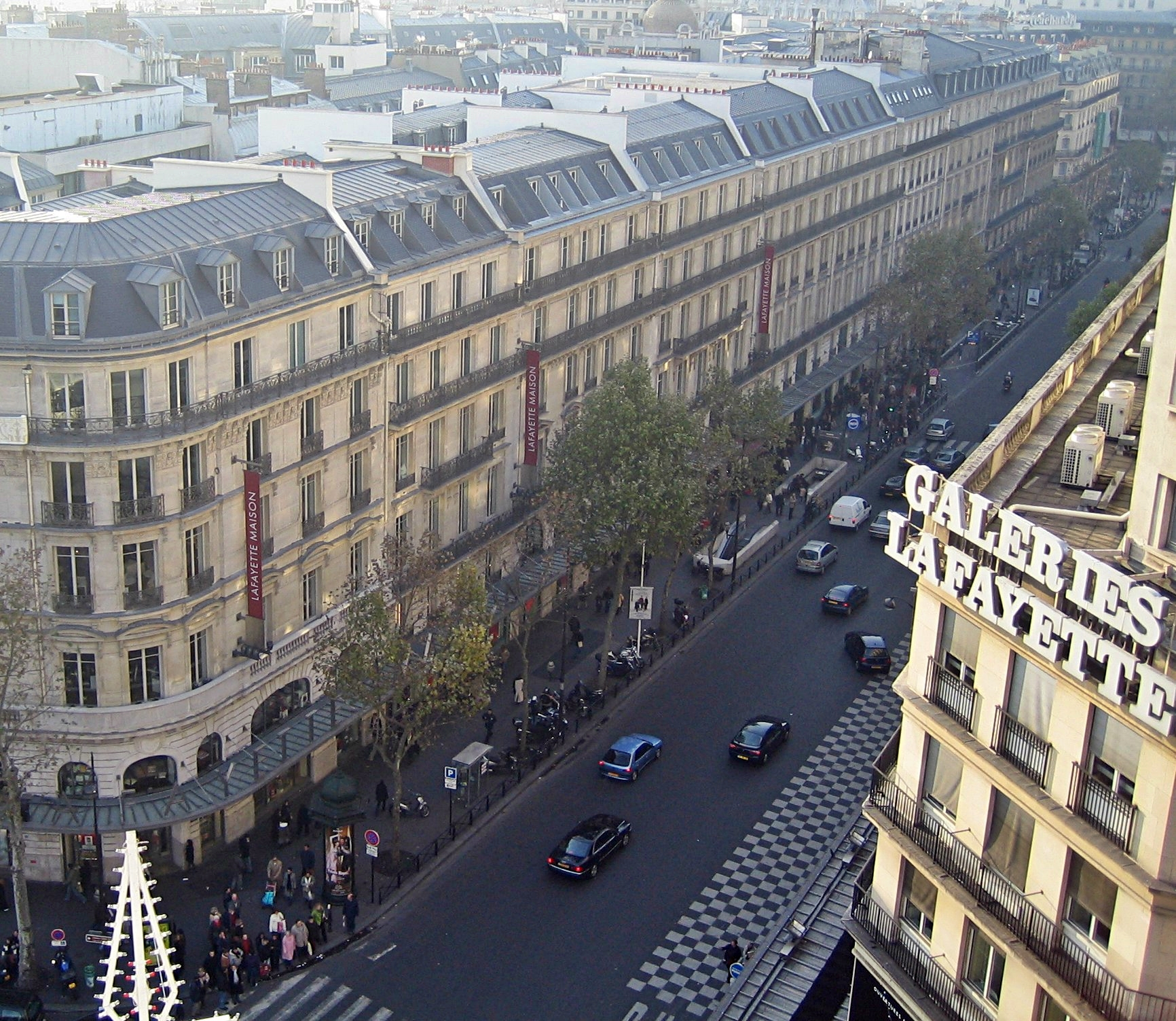
巴黎老佛爷百货，复折式房顶的较好实例

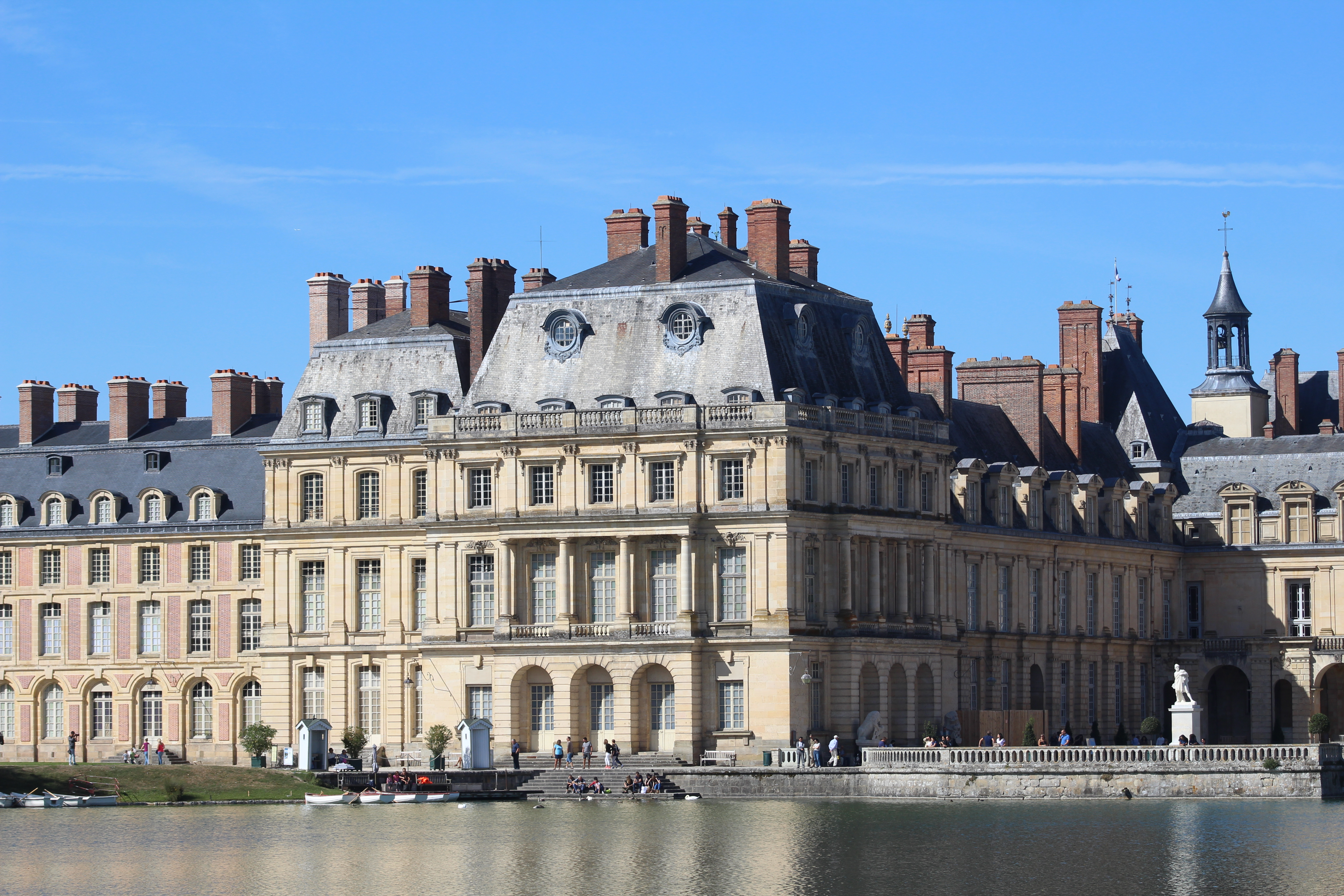
枫丹白露宫

曼萨德屋顶（英語：Mansard roof），又称法式屋顶，复折式屋顶，孟莎式屋顶，是一种隆起的折角或者弧形加折角屋顶。在文艺复兴时期的法国已经产生，由建筑师弗朗索瓦·芒萨尔推广。它不同于地中海古典主義建築的平缓屋顶和哥特式建筑的尖锐屋顶。
曼萨德屋顶是一定时期税务政策的产物，便于增大阁楼的使用空间。它流行于17至19世纪的法国北部，德国南部和加拿大魁北克省等地。由于喬治-歐仁·奧斯曼的巴黎改造工程，巴黎有大量的曼萨德屋顶建筑，其臃肿的造型引发了长期以来的争议。